# Vijay Pur
Vijay Pur (ook wel gespeld als Vijaypur) is een stad en “notified area” in het district Samba van het Indiase unieterritorium Jammu en Kasjmir.

## Demografie
Volgens de Indiase volkstelling van 2001 wonen er 6.400 mensen in Vijay Pur, waarvan 52% mannelijk en 48% vrouwelijk is. De plaats heeft een alfabetiseringsgraad van 73%.